# Governador Newton Bello
Governador Newton Bello (também conhecido como Chapéu de Couro) é um município brasileiro do estado do Maranhão.
Sua população estimada segundo o censo 2022 era de 10.713 habitantes com 5.556 homens e 5.157 mulheres, com a maioria de habitantes residentes na zona rural.

## História
Raimundo Coelho, conhecido popularmente como "Raimundo Chapéu de Couro" chegou na região no início do desbravamento de suas matas no ano de 1958 com o propósito de cultivar a terra devido a grande fertilidade nela encontrada e de uma mata muito extensa. Porém, era morador do povoado Marajá e em seguida transfere seu comércio para um povoado que está nascendo as margens da futura BR 316.[carece de fontes?]
Apesar de não ser o primeiro morador, mas se tornou o mais conhecido da vila devido seu comércio, aos poucos se tornou comum dizer "vou lá no Chapéu de Couro" em referência ao comércio e que depois passou ser uma referência a todo o povoado, sendo assim "batizado" de Chapéu de Couro". Aos poucos outras pessoas foram chegando, atraídos pelo trabalho na roça e outros comércios, tendo como maior destaque o beneficiamento de arroz, pecuária e extração de madeira e babaçu.[carece de fontes?]
Com a ampliação da BR 316 que liga Santa Inês no Maranhão a Belém no Pará, houve uma grande melhoria no escoamento da produção e uma melhor expectativa de vida para que mais pessoas viessem para a Vila Chapéu de Couro que pertencia ao município de Monção.
O nome da vila permaneceu sendo "Chapéu de Couro" até o ano de 1994.
Depois, passou a pertencer ao município de Zé Doca, já com o nome de Governador Newton Bello em homenagem ao Governador do Estado do Maranhão Newton de Barros Bello.
A independência política do município só foi possível com o plebiscito de 11 de junho de 1994, sendo emancipado em 10 de novembro do mesmo ano pelo Decreto Lei n.° 6.149 pelo então Governador em exercício Dr. José de Ribamar Fiquene.[carece de fontes?]

## Religião
A cidade de Governador Newton Bello tem as seguintes Igrejas: Igreja Assembleia de Deus, Igreja Batista, Igreja Adventista e Testemunhas de Jeová. Mas a maior Igreja é a Igreja Católica, cuja história se confunde com a história da própria cidade.[carece de fontes?]

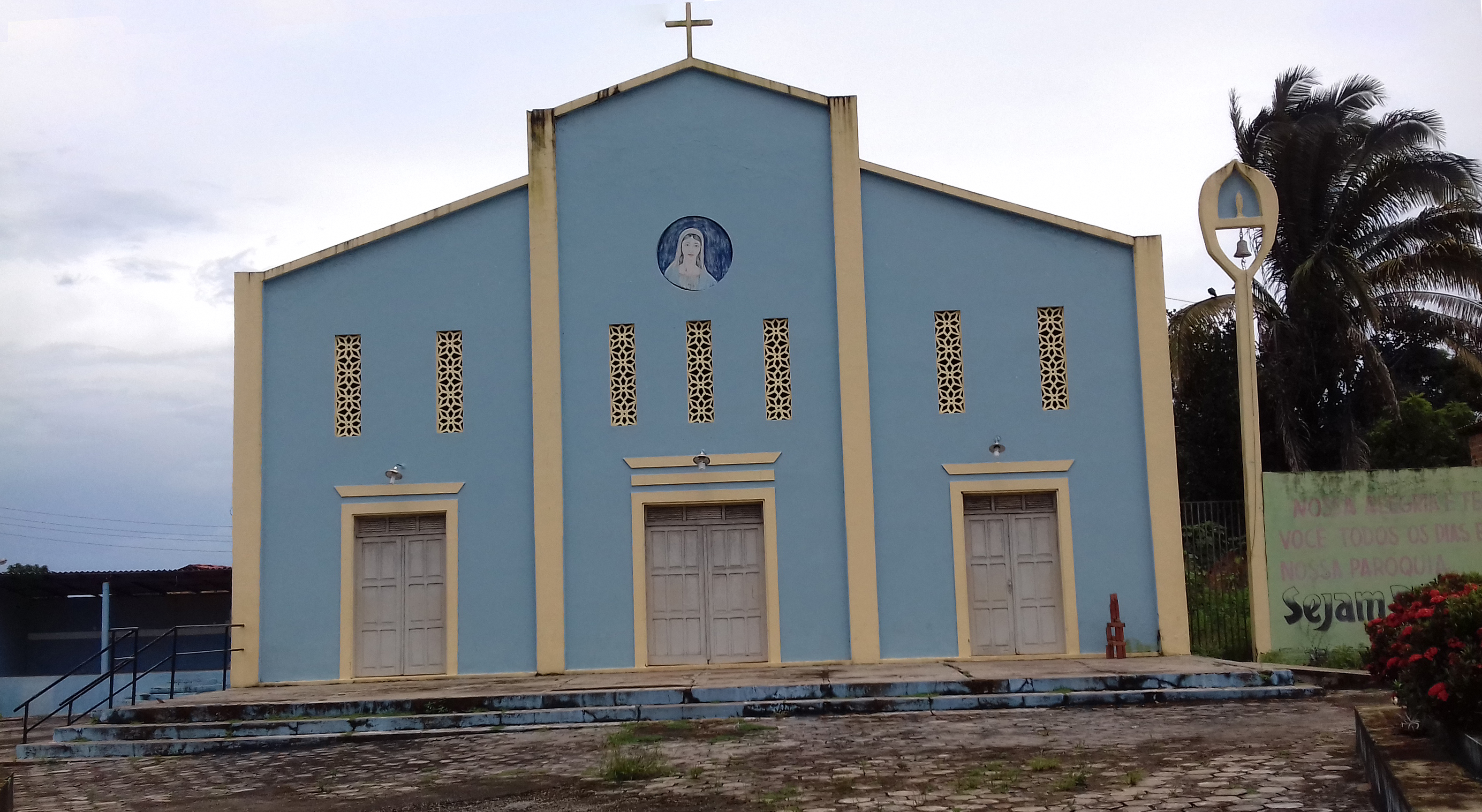
Igreja católica de Governador Newton Bello.

Segundo Padre Elinaldo Nunes, a história do catolicismo no povoado Chapéu de Couro se deu a partir de 1961 com a construção da primeira capela. Esta capela foi construída por seis mulheres, dentre elas Dona Milagres do Chico Crente, e dedicada a São Francisco de Assis.
Em 13 de janeiro de 1969 a Diocese de Viana cria a Paróquia de Nossa Senhora da Conceição no povoado Chapéu de Couro, desmembrando-a da paróquia de Monção, os motivos da criação da nova paróquia são claros no decreto de ereção quando o vigário capitular, Monsenhor Mario Cuomo, afirma: “Sendo que a Vila Chapéu de Couro neste últimos anos aumentou em número de moradores e tornou-se bastante grande e com exigência, sempre a mais sentida, duma assistência pastoral própria”.

## Geografia
A área do município de Governador Newton Bello é de 1.144,146 quilômetros quadrados, o que o coloca na posição 89 dentre as 217 cidades do Maranhão.
| Área da unidade territorial [2024] | 1.144,146 km²              |
| Hierarquia urbana [2018]           | Centro Local               |
| Região de Influência [2018]        | Zé Doca - Centro de Zona B |
| Região intermediária [2024]        | Santa Inês - Bacabal       |
| Região imediata [2024]             | Santa Inês                 |
| Mesorregião [2022]                 | Oeste Maranhense           |
| Microrregião [2022]                | Pindaré                    |

Fonte: IBGE
| Bioma predominante [2024]             | Amazônia |
| Área urbanizada [2019]                | 2,76 km² |
| Esgotamento sanitário adequado [2010] | 2,7 %    |
| Arborização de vias públicas [2010]   | 40,4 %   |
| Urbanização de vias públicas [2010]   | 4,3 %    |

Fonte: IBGE
Economia
Em 2021, o PIB per capita do município de Governador Newton Bello era R$ 8.318,48. Comparando-se com outros municípios do estado do Maranhão, ficava na posição 141 de 217.
| PIB per capita [2021]                                                                           | 8.318,48 R$      |
| Índice de Desenvolvimento Humano Municipal (IDHM) [2010]                                        | 0,521            |
| Total de receitas brutas realizadas [2023]                                                      | 59.553.451,39 R$ |
| Transferências correntes (Percentual em relação às receitas correntes brutas realizadas) [2023] | 95,63 %          |
| Total de despesas brutas empenhadas [2023]                                                      | 58.881.735,37 R$ |

Fonte: IBGE
| Salário médio mensal dos trabalhadores formais [2022]                                             | 1,7 salários mínimos |
| Pessoal ocupado [2022]                                                                            | 976 pessoas          |
| População ocupada [2022]                                                                          | 9,11 %               |
| Percentual da população com rendimento nominal mensal per capita de até 1/2 salário mínimo [2010] | 55 %                 |

Fonte: IBGE
Educação
| Taxa de escolarização de 6 a 14 anos de idade [2010]             | 95,2 %           |
| IDEB – Anos iniciais do ensino fundamental (Rede pública) [2023] | 4,3              |
| IDEB – Anos finais do ensino fundamental (Rede pública) [2023]   | 3,6              |
| Matrículas no ensino fundamental [2023]                          | 1.662 matrículas |
| Matrículas no ensino médio [2023]                                | 244 matrículas   |
| Docentes no ensino fundamental [2023]                            | 139 docentes     |
| Docentes no ensino médio [2023]                                  | 14 docentes      |
| Número de estabelecimentos de ensino fundamental [2023]          | 31 escolas       |
| Número de estabelecimentos de ensino médio [2023]                | 1 escolas        |

Fonte: IBGE